# Scooby-Doo, a kölyökkutya
A Scooby-Doo, a kölyökkutya (eredetileg A Pup Named Scooby-Doo) a nyolcadik feldolgozása, spin-offja a Hanna-Barbera páros által kreált Scooby-Doo sorozatnak. Az eredeti sorozat ezt a feldolgozását Tom Ruegger ötlete alapján készítették el, majd 1988. szeptember 10-én mutatták be az ABC csatornán, mely négy évadot élt meg '88-tól '91-ig. Később amerikai vetítését átvette a Cartoon Network, majd folytatta a Boomerang.
A sorozatban az alaptörténetben megismert Rejtély Rt. gyermekkorát ismerhetjük meg, melyben – hasonlóan az előző szériákhoz – rejtélyeket oldanak meg különféle gonosz teremtmények bűntetteivel kapcsolatban, melyekről kiderül általában, hogy egy álruhába bújt gyanúsított az.

## Szereplők
Scooby-Doo Detektív Iroda (később lesz Rejtély Rt.)

### Főszereplők
| Szereplő                 | Eredeti hang    | Magyar hang   |
| ------------------------ | --------------- | ------------- |
| Scooby-Doo               | Don Messick     | Melis Gábor   |
| Norville "Bozont" Rogers | Casey Kasem     | Fekete Zoltán |
| Fred Jones               | Carl Stevens    | Joó Gábor     |
| Diána Blake              | Kellie Martin   | Talmács Márta |
| Velma Dinkley            | Christina Lange | Laudon Andrea |

### Visszatérő szereplők
| Szereplő             | Eredeti hang   | Magyar hang    |
| -------------------- | -------------- | -------------- |
| Maggie "Hugi" Rogers |                |                |
| Red Harring          | Scott Menville | Borbíró András |
| Jenkins              |                |                |

- További magyar hangok: Bácskai János, Beratin Gábor, Bolla Róbert, Bókai Mária, Cs. Németh Lajos, Csere Ágnes, Czető Roland, Forgács Gábor, Gulás Fanni, Halász Aranka, Hirling Judit, Imre István, Kajtár Róbert, Kapácsy Miklós (Dr.Kurutty), Kerekes József, Kossuth Gábor, Kassai Ilona, Kocsis Mariann, Láng Balázs, Megyeri János, Mezei Kitty, Németh Kriszta, Orosz Anna, Orosz István, Rosta Sándor, Sági Tímea, Sótonyi Gábor, Szalay Csongor, Szokol Péter, Tóth Judit, Vári Attila, Várkonyi András és még mások

## Visszatérő motívumok
- Diána általában az epizódok közben Jenkinst hívja segítségül valamilyen feladatra, melyre ő nem hajlandó. Ekkor elkiáltja magát: "JENKINS!" – ekkor az inas ott terem, és rendszerint felteszi a kérdést: "Igenis, Miss Blake?" Majd miután megkéri rá Diána, és Jenkins elvégzi a feladatot, akármilyen különös is legyen az, Diána azt mondja végezetül: "Köszönöm Jenkins, ennyi volt." Ekkor Jenkins újra: "Igenis, Miss Blake"
- Diána nem tűri el a koszt.
- Frednek mindig őrült ötletei támadnak az ügy megmagyarázására, mint a Jeti, vagy a Holdvakondok támadása.
- Red Herring távozásakor általában a fiúval valami szerencsétlenség történik, majd azt mondja: "Ez cseppet sem vicces!"
- Fred általában minden megjelenő ismeretlen alakot meggyanúsít és ok nélkül kikérdezi.
- Amikor a csendes Vilma nyomoz, és felkiált: "Apám!" A többiek, akik körülveszik, általában azonnal nagy felhajtásba kezdenek és a következőket mondják: "Vilma azt mondta, Apám!!" vagy hosszabban valaki megszólal: "Vilma beszélt!" és továbbadja a szót a következőnek: "Azt mondta Apám!!" és az pedig így tovább: "Biztos talált egy nyomot!". Ez rendszerint a rész közepén azt jelenti, hogy Vilma kétségtelenül talált egy nyomot, az epizód végén pedig, hogy van egy terve.
- A gazfickó általában miután elmondja, hogy "Minden sikerült volna, ha nincsenek ezek a kölykök és nem kotnyeleskednek bele" elmondja azt is, hogy "és persze a kutyájuk", de ez Scooby noszogatására történik meg.
- Scooby sokszor nevet Bozont viccein, ám általában a nevetés után elszólja magát: "Ezt nem értem!"
- Amikor Bozont és Scooby megrémülnek, és elmondják, hogy találkoztak egy szörnnyel, Diána általában nem hisz nekik, és őszintén elmondja: "Szörnyek márpedig nem léteznek!"
- A hírmondó szinte minden epizódot megszakít egy különleges közleménnyel, mely adásról adásra más és más, általában valami teljesen lényegtelen, de humoros dolog.
- A zenés üldözési jelenetek előtt Bozont általában felkéri Scoobyt, hogy indítsa el a zenét, melyet minden alkalommal más és más módon tesz meg.
- A zenés üldözési jelenetek közben a banda valamennyi tagja rutinos táncmozdulatokkal színesíti a jeleneteket, minden bandatagnak van egy megszokott mozdulata, melyet ilyenkor megtesz. Ilyenkor általában a szörny is táncol velük.
- Mikor a banda egy kísérteties épületet vizsgál át, Diána felkiált: "Jajj!" Mire az egész csapat megrémül, odafutnak, és kiderül, hogy valami egészen jelentéktelen veszteség érte a ruhájával, hajával vagy tisztaságával kapcsolatban.
- A csapat (élén Bozonttal és Scoobyval) sokszor megviccelik a szellemet vagy szörnyet azzal, hogy beöltöznek különféle jelmezekbe és átverik ezzel, amíg a szörny rá nem eszmél, mi történik itt. Ez általában eltart egy-két percig.
- Scooby egy félelmetes helyre csak Scooby Snackért cserébe megy be. (van, hogy Scooby Snax a neve)
- A Scooby Snax különböző ízekben kapható, mint a pillecukor, sonka, pizza vagy fokhagyma.
- Scooby Snack-evés után Scooby a finom íztől rakétaformát ölt és kilövi magát. Miután gyengéden leesik, azt mondja: "Fincsi!"
- Vilma saját járműve ebben a sorozatban egy rakétameghajtású gördeszka, mely meneküléskor az egész csapatnak jól jön.
- Vilma a számítógépét egy kis bőröndben tartja, mellyel különböző számításokat végez el.
- Scooby orra rendszeresen levehető, mint "szuperszimat" és nyomokat keres aktívan.

## Magyar változat
A sorozat az egyik legkésőbb megjelenő Scooby-Doo spin-off Magyarországon. Hazánkban 2012 első féléve óta a Boomerang csatorna sugározza magyarul. A magyar verzióban, hűen az eredetihez, Bozont és Scooby hangját tartották meg a régi szériákból (Fekete Zoltán és Melis Gábor hangját), a többit lecserélték, amiatt, hogy itt a szereplők még gyerekek. Az epizódok közben hallható dalok és a főcímdal magyarul hangzanak el, magyar szöveggel.
Korábban a Cartoon Network is adta angolul.

### Magyarítás
| Eredeti elnevezés | Általában így fordítják | Elnevezése ebben a feldolgozásban |
| ----------------- | ----------------------- | --------------------------------- |
| Shaggy            | Bozont                  | Bozont                            |
| Scooby Snacks     | Scooby Snack            | Scooby Keksz                      |
| Zoinks!           | Egek!                   | Egek!                             |
| Jinkies!          | Apám!                   | Apám!                             |
| Coolsville        | Menőfalva               | Coolsville                        |
| Jeepers!          | Mamám!                  | Mamám!                            |
| Let's split up!   | Váljunk szét!           | Szóródjunk széjjel!               |
| Red Harring       | Vöröske                 | Red Harring                       |